# 太原市第十二中学校
太原市第十二中学校又称太原十二中，是中华人民共和国山西省太原市的一所全日制公办高级中学。创立于1956年的公立普通高中。

## 历史沿革
1981年，該校被山西省府確定為山西省首批重點中學。
2017年，太原市第十二中学校获得“第一届全国文明校园”称号。
2019年5月27日，梁衡图书馆在该校揭牌，以作家梁衡命名，包括梁衡著作，梁衡研究文集，刊载梁衡作品的期刊，梁衡写作用书及文友赠书，梁衡讲座讲课视频，其他相关的纪念品、实物等。人民教育出版社、霍州市委、梁衡研究会等单位在筹办过程中提供主要支持。